# Mut zur Wahrheit (Film)
Mut zur Wahrheit ist ein US-amerikanischer Spielfilm von Edward Zwick aus dem Jahre 1996. Ein US-Offizier, der unter einer posttraumatischen Belastungsstörung leidet, soll die Hintergründe eines Einsatzes im Zweiten Golfkrieg aufklären, für den der kommandierenden Offizierin posthum die Tapferkeitsmedaille verliehen werden soll.

## Handlung
Lt. Colonel Nathan (Nat) Serling wird mit der Aufgabe betraut, einen Bericht über einen Einsatz von Captain Karen Walden zu schreiben. Walden war während des Zweiten Golfkriegs Kommandantin eines MedEvac-Hubschraubers und bei einem Rettungseinsatz für die Besatzung eines abgeschossenen Black Hawk-Transporthubschraubers gefallen. Für ihren Mut soll ihr posthum als erster Frau die Medal of Honor verliehen werden, die höchste Auszeichnung des US-Militärs.
Serling leidet seit dem Golfkrieg unter einem Trauma. Er hatte ein Panzerbataillon befehligt und zerstörte in einer unklaren Gefechtslage durch Eigenbeschuss den Panzer seines Kameraden und Freundes Boylar. Dieses Ereignis verfolgt Serling, er hat mit Alpträumen zu kämpfen und droht dem Alkohol zu verfallen. Der Vorfall wird vom Militär vertuscht, Serling bekommt einen Bürojob im Pentagon.
Bei seinen Recherchen fallen Serling Ungereimtheiten in den Aussagen der Huey-Besatzung auf. Staff Sergeant John Monfriez behauptet, Walden sei ein Feigling gewesen und habe ihre Kameraden in Gefahr gebracht; er selbst sei der eigentliche Held gewesen. Als Serling weiter recherchiert, begeht Monfriez Selbstmord. Als Serling schließlich Ilario, den Sanitäter des Hubschraubers, mit dem Tod von Monfriez konfrontiert, gesteht dieser die wahren Geschehnisse: Monfriez hatte gegen Walden gemeutert, als sie befohlen hatte, einen verwundeten Soldaten zu beschützen, und sie aufgrund eines Missverständnisses durch einen Bauchschuss schwer verletzt. Während ein Rettungstrupp anrückte, verteidigte die Kommandantin bis zuletzt die Stellung gegen die angreifenden Iraker und ermöglichte so die Rettung ihrer Männer. Im Rettungshubschrauber behauptete Monfriez, die Kommandantin sei tot, woraufhin der Pilot den Einsatz für die Bombardierung durch Thunderbolt-Erdkampfflugzeuge freigab. Ob sie letztlich durch den Napalm-Angriff oder bereits vorher durch die Iraker getötet wurde, bleibt offen. 
Nach der Übergabe des Berichts besucht Serling die Eltern seines Freundes Boylar. Er berichtet ihnen unter Tränen die Wahrheit über den damaligen Vorfall, dass ihr Sohn nicht – wie bei der Grabrede dargestellt – durch fremdes, sondern durch eigenes Feuer starb. Walden wird posthum die Medal of Honor verliehen. Der Präsident der Vereinigten Staaten übergibt sie ihrer kleinen Tochter im Rosengarten des Weißen Hauses. Serling fehlt bei der Verleihung. Am Grab der Kommandantin nimmt er später den Silver Star von seiner Ordenspange und legt ihn auf ihren Grabstein.

## Kritiken
„Der routiniert inszenierte Film verspielt seinen thematisch interessanten Ansatz, der an Akira Kurosawas ‚Rashomon – Das Lustwäldchen‘ erinnert, und bietet nur eine eindimensionale Geschichte über Mut, Moral und Pflicht.“

„Tolle Darsteller-Leistungen, u. a. mit Meg Ryan als Golfkriegssoldatin. Zwischen Militarismus und Patriotismus versinkt das gutgemeinte Drama jedoch im Wüstensand. Ebenso ambitioniert wie kraftlos: ein Golfkriegs-Drama, das niemandem weh tun mag.“

## Auszeichnungen
Der Film gewann u. a. einen Blockbuster Entertainment Award für Lou Diamond Phillips.
Die Deutsche Film- und Medienbewertung FBW in Wiesbaden verlieh dem Film das Prädikat wertvoll.